# NPSH

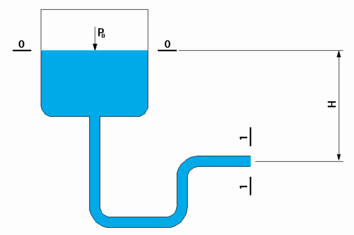
Schéma d'un circuit

En hydraulique, NPSH est un sigle pour net positive suction head. En un point d'un circuit hydraulique, la valeur NPSH mesure la différence entre la pression absolue totale du liquide en ce point et sa pression de vapeur saturante.
Le NPSH est un paramètre important à prendre en compte dans la conception d'un circuit : lorsque la pression d'un liquide descend sous la valeur de la pression de vapeur, le liquide se vaporise. Ce phénomène est très dangereux à l'intérieur d'une pompe centrifuge car il crée une cavitation (implosion de bulles de vapeur) qui endommage le corps de pompe tout en réduisant le rendement.
Sur le circuit présenté à droite, le NPSH à la coupe 1-1 se calcule comme suit :
- {\displaystyle P_{0}} est la pression à la surface du réservoir (ici, la pression atmosphérique) ;
- {\displaystyle H} est la hauteur géométrique (dans le cas d'une pompe, elle est positive si la pompe est en charge et négative si aspiration) ;
- {\displaystyle \Delta H} est la perte de charge totale (linéaire et singulière) ;
- {\displaystyle P_{V}} est la pression de vapeur saturante ;
- {\displaystyle \rho } est la masse volumique du fluide ;
- {\displaystyle g} est l'accélération de la pesanteur.

Cette valeur, homogène à une longueur et mesurée en mètres colonne de fluide (mcf), est appelée NPSH disponible. Si le liquide n'est soumis qu'à l'accélération de la pesanteur, il suffit de s'assurer qu'elle reste positive en tout point.
Par contre, lorsque le fluide est accéléré (dans une pompe notamment), une dépression supplémentaire est créée : il s'agit du NPSH requis qui est donné par le fabricant de la pompe en fonction du débit. Pour éviter le risque de cavitation, le NPSH disponible du circuit doit être supérieur au NPSH requis de la pompe.
Le NPSH est la CHARGE hydraulique ABSOLUE, autrement dit la constante de Bernoulli mesurée en HAUTEUR d'eau,  où néanmoins la pression est ABSOLUE, c'est-à-dire qu'elle intègre la pression ambiante. 

## NPSH disponible et NPSH requis

### NPSH disponible (NPSHd)
- Imaginons un tube vertical rempli d'eau. Pour soulever cette colonne d'eau, il faudrait une dépression en haut de la colonne au moins égale à la pression (générée par le poids de l'eau) en bas du tuyau. Plus la colonne est haute, plus cette dépression doit être importante.
- Si la dépression nécessaire pour soulever la colonne d'eau fait tomber la pression du liquide au-dessous du seuil de pression de vapeur saturante, le liquide se vaporise dans la zone où la pression est la plus basse (en général au point d’accélération maximum du fluide).
- La hauteur d'eau à l'aspiration limite donc la dépression qu’il est possible de créer sans qu'il se vaporise. Si la hauteur d'eau est trop importante pour être soulevée sans se vaporiser, il faudra placer des pompes intermédiaires.

Cette dépression possible avant cavitation se nomme NPSH disponible.

### Le NPSH requis (NPSHr)
- Jusqu’ici on a seulement soulevé cette colonne d'eau sans l'accélérer. Pour qu'un liquide se déplace à un certain débit la pompe doit générer une dépression supplémentaire. Cette dépression doit être d'autant plus grande que le débit désiré est important.
- Cette dépression supplémentaire liée au débit de la pompe se nomme le NPSH requis. Elle est habituellement représentée par le fabricant de pompe sous la forme d'un graphique où une courbe lie le NPSH requis au débit. En général ces valeurs varient de 0,5 à 3 mcf.
- Si une colonne d'eau est si lourde qu'elle ne laisse la possibilité de l'aspirer que très faiblement (NPSH disponible) avant de caviter, il faudra se contenter d'une faible aspiration supplémentaire (NPSH requis) donc d'un faible débit.
- Si la hauteur d'eau est trop importante pour être mise en mouvement sans caviter, il faudra placer des pompes intermédiaires.